# 引き上げ線

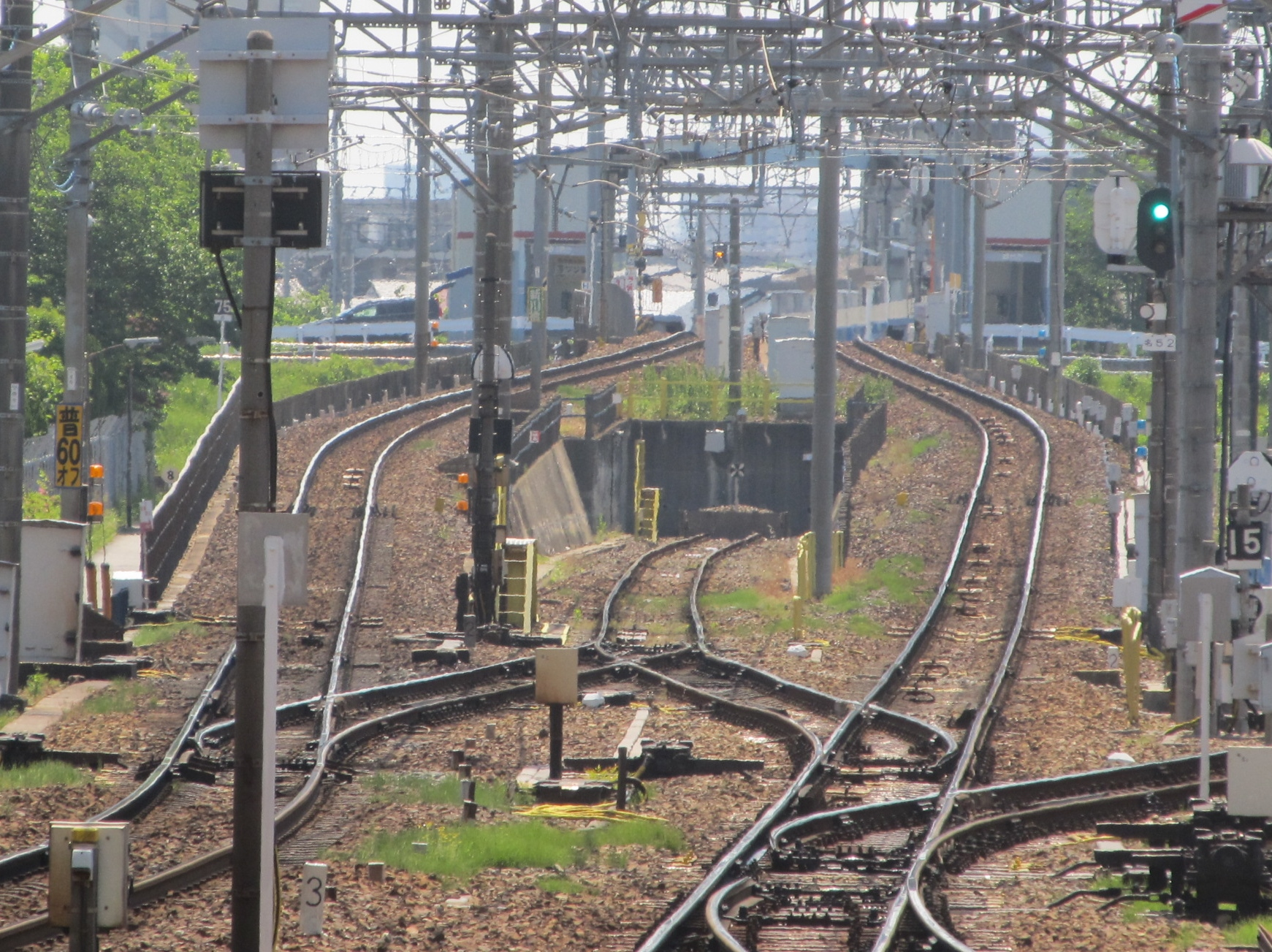
折返しや車庫への入庫をするための引き上げ線（須ヶ口駅）

引き上げ線（ひきあげせん）とは、停車場において、列車や車両の方向転換や入れ換えを行うために、一時的に本線から列車（車両）を引き上げるための側線のことをいう。

## 概要
引き上げ線が作られる理由として、
- 列車の終着駅において本線に支障をきたさずに折り返しを行うため
- 入換のために引き上げることのできる本線や側線がないため
- スイッチバック駅（または信号場）において列車が本線から構内に直接進入できないため
- 増解結用車両の待機場所として

などが挙げられる。
電車区間、特に私鉄では、ダイヤ作成の際に折り返し列車を設定する場合、ほとんどの場合は引き上げ線で折り返すようにしている。
JRでも、鶴見駅・尼崎駅・神戸駅・城陽駅のように、引き上げ線で折り返す列車が設定されている駅がある。また、高槻駅・厄神駅のように、車両基地への連絡線を引き上げ線として使う場合もある。米原駅における東海道本線列車のように、車両基地自体を引き上げ線として使用する例もある。取手駅など、プラットホームでの折り返しが可能な駅でも回送列車の留置用に引き上げ線を備えている駅もある。
設置される本数はほとんどが1線だが、規模の大きい駅では2線以上設置される場合もあり、駅の両端に引き上げ線を設置する駅もある。（京阪本線樟葉駅や東武伊勢崎線北千住駅など）
郊外では、そもそも比較的規模のある拠点駅が発着駅となっていることが多いため途中駅には設置されていない駅が多く、必要な場合には隣接駅の貨物列車の待避線を代用することがある。ただし、編成中間に非貫通構造の車両が入ると、エンド替えの際に乗務員などが通り抜けられないなどの問題点もある（専用の引き上げ線の場合、そうした編成がある場合には乗務員室の床面と同じ高さの足場〈ごく短いプラットホーム〉が設置されている）。
特殊なものとしては、京急川崎駅の品川方にあった引き上げ線を品川方面からの下り列車が直接入れるようにし、待避線の機能を持たせたものがある。これは品川方面からの快特の後ろに羽田空港からの列車を連結する際、ダイヤ上羽田空港始発が前に来てしまう為、この引き上げ線で品川方面からの車両を先に通す必要があったからである。

## 設置条件
設置方法としては複線（複々線）の場合、上下線の間に中線を設置するパターンが大半を占めるが、単線区間の駅にあるように本線（上下線）の横（左右どちらか一方または両側）に設置されるパターンもある（近鉄の主要駅など）。大がかりな例としては青砥駅のように立体構造となっているものもある。ただし、特に複線の場合、この方法では出庫または入庫の際に線路を列車が横断する関係上、対向の本線までも塞いでしまうため、ダイヤ上のネックになることがある。この対策として、例えば成増駅では引き上げ線からの出庫時に上り本線を支障しないように本来副本線となるべき分岐側（4番線）を本線として運用し、通過列車も含めて速達列車を発着させている。
設置場所については、列車が到着した方向のままで、そのまま引き上げることのできる配置が良いとされている。到着した時の向きのまま入ることができる配線であれば、列車の向きを変える作業（エンド交換）が1回（引き上げ線内での作業）で済むのに対し、逆向きだと3回（到着した線路上、引き上げ線内、出発する線路上）のエンド交換をしなければならず、それだけ手間と時間がかかるためである。ただし、これは必須条件というわけではなく、京成津田沼駅や藤井寺駅など、逆向きの引き上げ線を使用した3回のエンド交換を要する折り返しを日常的に行っている例もある。
また、最低限の条件としてすべての引き上げ線が上り線、下り線どちらからも出入り可能であることが求められる。